# Liste der Naturdenkmäler in Waidhofen an der Ybbs
Die Liste der Naturdenkmäler in Waidhofen an der Ybbs enthält die 11 Naturdenkmäler in der Stadt Waidhofen an der Ybbs.

## Naturdenkmäler
| Foto |                 | Name             | ID     | Standort                                                                    | Beschreibung | Fläche | Datum      |
| ---- | --------------- | ---------------- | ------ | --------------------------------------------------------------------------- | --- | ------ | ---------- |
| 0 BW | Datei hochladen | 1 Eibe           | WY-009 | Waidhofen an der Ybbs KG: Konradsheim GrStNr: 895 Standort                  | Anmerkung: Objektvermutung lt. Land NÖ, Grundstücksgenau |        | 06.08.2003 |
| 0 BW | Datei hochladen | 1 Eibe           | WY-015 | Waidhofen an der Ybbs KG: Konradsheim GrStNr: 75/2 Standort                 | Anmerkung: Objektvermutung lt. Land NÖ, Grundstücksgenau |        | 05.03.1986 |
| 0 BW | Datei hochladen | 1 Bergahorn      | WY-012 | Waidhofen an der Ybbs KG: Kreilhof GrStNr: 87/1 Standort                    | Anmerkung: Objektvermutung lt. Land NÖ, Grundstücksgenau |        | 16.03.2010 |
| 0 BW | Datei hochladen | Reichenwaldhöhle | WY-013 | Waidhofen an der Ybbs KG: Kreilhof GrStNr: 329/1 Standort                   | Die Reichenwald(er)höhle (Katasternummer 1826/2) ist eine 510 m (Stand 1985) lange Höhle im Opponitzer Kalk.Anmerkung: Objektvermutung lt. Land NÖ, Grundstücksgenau |        | 05.04.1963 |
| 0 BW | Datei hochladen | 1 Linde          | WY-005 | Waidhofen an der Ybbs KG: Waidhofen an der Ybbs GrStNr: 697/44 Standort     | |        | 10.09.1959 |
| 0 BW | Datei hochladen | 1 Sommereiche    | WY-014 | Waidhofen an der Ybbs KG: Waidhofen an der Ybbs GrStNr: 306/1 Standort      | Anmerkung: Objektvermutung lt. Land NÖ, Grundstücksgenau |        | 16.03.2010 |
| 0 BW | Datei hochladen | Pfingstmannmauer | WY-002 | Waidhofen an der Ybbs KG: Waidhofen an der Ybbs GrStNr: 306/1; 310 Standort | Anmerkung: Objektvermutung lt. Land NÖ, Grundstücksgenau |        | 15.06.1955 |
| 0 BW | Datei hochladen | 1 Fichte         | WY-018 | Waidhofen an der Ybbs KG: Zell Arzberg GrStNr: 508/1 Standort               | Anmerkung: Objektvermutung lt. Land NÖ, Grundstücksgenau |        | 05.12.1988 |

## Ehemalige Naturdenkmäler
| Foto |                 | Name           | ID     | Standort                                                      | Beschreibung                                       | Fläche | Datum      |
| ---- | --------------- | -------------- | ------ | ------------------------------------------------------------- | -------------------------------------------------- | ------ | ---------- |
| 0    | Datei hochladen | 1 Winterlinde  | WY-021 | Waidhofen an der Ybbs KG: Konradsheim GrStNr: 520             |                                                    |        | 06.04.1992 |
| 0    | Datei hochladen | 2 Sommerlinden | WY-011 | Waidhofen an der Ybbs KG: Wirts GrStNr: 749/1                 |                                                    |        | 13.09.1955 |
| 0 BW | Datei hochladen | 1 Sommerlinde  | WY-020 | Waidhofen an der Ybbs KG: Kreilhof GrStNr: 917 Standort       |                                                    |        | 16.03.2010 |
| 1    | Datei hochladen | Amtmann        | WY-006 | Waidhofen an der Ybbs KG: Kreilhof GrStNr: 660/2 Standort     | Freistehendes Felsgebilde aus Rauwacke im Ybbstal. |        | 05.01.2011 |
| 0 BW | Datei hochladen | 1 Stieleiche   | WY-016 | Waidhofen an der Ybbs KG: Zell Arzberg GrStNr: 198/9 Standort |                                                    |        | 18.08.1987 |

| Foto:                    | Fotografie des Naturdenkmals. Klicken des Fotos erzeugt eine vergrößerte Ansicht. Daneben finden sich zwei Symbole: \| Weitere Bilder vorhanden \| Das Symbol bedeutet, dass weitere Fotos des Objekts verfügbar sind. Durch Klicken des Symbols werden sie angezeigt. \| \| Eigenes Foto hochladen \| Durch Klicken des Symbols können weitere Fotos des Objekts in das Medienarchiv Wikimedia Commons hochgeladen werden. \| |
| Name:                    | Bezeichnung des Naturdenkmals laut offiziellen Quellen |
| ID                       | Identifikator |
| Standort:                | Es ist die Gemeinde und falls vorhanden die Adresse angegeben. Darunter sind die Katastralgemeinde (KG) und die Grundstücksnummer angeführt. Durch Aufruf des Links Standort wird die Lage des Denkmals in verschiedenen Kartenprojekten angezeigt. |
| Beschreibung             | Kurze Beschreibung des Naturdenkmals |
| Fläche                   | Fläche des Naturdenkmals in Hektar (ha) |
| Datum                    | Datum oder Jahr der Unterschutzstellung |
| Weitere Bilder vorhanden | Das Symbol bedeutet, dass weitere Fotos des Objekts verfügbar sind. Durch Klicken des Symbols werden sie angezeigt. |
| Eigenes Foto hochladen   | Durch Klicken des Symbols können weitere Fotos des Objekts in das Medienarchiv Wikimedia Commons hochgeladen werden. |